# Drymapedes
Drymapedes is een geslacht van rechtvleugeligen uit de familie sabelsprinkhanen (Tettigoniidae). De wetenschappelijke naam van dit geslacht is voor het eerst geldig gepubliceerd in 1967 door Bey-Bienko.

## Soorten
Het geslacht Drymapedes  is monotypisch en omvat slechts de volgende soort:
- Drymapedes invalida (Bey-Bienko, 1967)